# Ospedale infantile Regina Margherita
L'ospedale infantile Regina Margherita (OIRM) di Torino, con l'ospedale ostetrico-ginecologico Sant'Anna, costituisce un presidio ospedaliero di rilievo nazionale ad alta specializzazione materno-infantile.
Fa parte dell'AOU Città della Salute e della Scienza.

## Regina Margherita
L'ospedale Regina Margherita è specializzato nella prevenzione, diagnosi e cura delle varie malattie dell'età infantile ed insieme al Dipartimento di scienze pediatriche e dell'adolescenza, la scuola di specialità in neuropsichiatria infantile, i corsi di laurea in infermieristica pediatrica e terapista della neuropsicomotricità dell'età evolutiva, della facoltà di Medicina e Chirurgia dell'Università degli Studi di Torino, viene una qualificante attività assistenziale, di didattica e ricerca scientifica.
L'ospedale, con la presenza di tutte le specialità mediche, chirurgiche e diagnostiche è centro di riferimento per neonati, bambini e adolescenti per le patologie più complesse, rare e croniche. Fornisce prestazioni di alta specializzazione pediatrica, in considerazione della presenza delle specialità quali l'onco-ematologia e il centro trapianti cellule staminali, la cardiologia interventistica e la cardiochirurgia, la neurochirurgia, il centro trapianti di rene e cuore, il centro grandi ustionati, la chirurgia neonatale.
Sono in continuo sviluppo le attività di rete che vedono nell'OIRM il centro di riferimento: Rete Audiologica per gli impianti cocleari, rete di Telemedicina Pneumologica per l'assistenza all'insufficienza respiratoria cronica dei pazienti in età evolutiva. Inoltre è inserito nella rete Oncologica del Piemonte e Valle d'Aosta, rete Malattie Rare, rete Trapianto d'Organo Pediatrico, rete Allergologica. 
Con i suoi professionisti, l'ospedale infantile Regina Margherita da tempo si impegna perché i bambini e ragazzi riescano a trovare un ambiente che risponda il più possibile ai loro bisogni, abbiano vicino genitori e amici e possano incontrare persone in grado di aiutarli a conoscere, affrontare ed accettare la complessità che li circonda. Animatrici, insegnanti, volontari, clown sono dei preziosi alleati di medici e infermieri, e garantiscono l'attività ludica e scolastica, momenti di intrattenimento e la realizzazione di progetti di umanizzazione.

### Dipartimenti e strutture
- Dipartimento funzionale DEA - emergenza e accettazione
  - Pediatria d'urgenza
  - Osservazione Breve Intensiva
  - Anestesia e Rianimazione
  - Anestesia e Rianimazione Cardio e Trapianti
  - Abuso e Maltrattamento Minori (Bambi)
- Dipartimento funzionale oncologia
  - Oncoematologia e Centro Trapianti
  - Ematologia
  - Radioterapia
- Dipartimento pediatria specialistica e neuropsichiatria

- Allergologia
- Auxologia
- Cardiologia
- Emodinamica
- Diabetologia
- Endocrinologia
- Endoscopia Interventistica
- Gastroenterologia
- Genetica Clinica
- Immunoreumatologia
- Malattie Infettive
- Malattie Metaboliche
- Nefrologia
- Dialisi Trapianto Renale
- Neuropsichiatria Infantile
- Riabilitazione Neuropsichiatria
- Neurologia
- Pediatria
- Pneumologia
- Insufficienza Respiratoria Cronica
- Fibrosi Cistica

- Dipartimento chirurgia generale e specialistica pediatrica

- Cardiochirurgia
- Chirurgia A
- Chirurgia Epatobiliare
- Chirurgia B
- Grandi Ustionati
- Chirurgia Malformazioni Labio-Palatine
- Neurochirurgia
- Ortopedia Traumatologia
- Otorinolaringoiatria
- Urologia
- Spina Bifida

- Dipartimento diagnostica e servizi

- Anatomia patologica
- Immunoematologia e Medicina Trasfusionale
- Banca Cellule e Tessuti
- Laboratorio analisi
- Batteriologia
- Diagnostica e Consulenza Genetica
- Ematologia e coagulazione
- Screening anomalie Cromosomiche
- Screening neonatali
- Sierologia e Virologia
- Produzione e validazione emocomponenti
- Radiologia
- Diagnostica RMN-TAC
- Neuroradiologia
- Nutrizione Clinica

## Sant'Anna
L'ospedale Ostetrico Ginecologico S. Anna si trova in Corso Spezia 60 a Torino.
Il presidio Sant'Anna è specializzato sui problemi legati alle fasi riproduttive della donna, alla gravidanza e al parto, e su quelli relativi alle patologie della sfera genitale femminile e della mammella.
Le emergenze sanitarie in ostetricia e ginecologia sono effettuate dal Pronto Soccorso del S. Anna, ed è sede del trasporto neonatale avanzato di Torino. Annualmente circa 7500 donne partoriscono in questo ospedale.
È sede del Dipartimento di Discipline Ginecologiche e Ostetriche, del Dipartimento di Scienze Pediatriche e Adolescenza e del corso di Laurea in Ostetricia della Facoltà di Medicina e Chirurgia dell'Università degli Studi di Torino.

## Trasporti
L'Ospedale si trova in Piazza Polonia 94 ed è raggiungibile con i seguenti mezzi pubblici:
- Stazione Spezia M1
- Linee 17, 17/, 34, 42, 45, 45/, 74